# Metzerlen-Mariastein
Metzerlen-Mariastein est une commune suisse du canton de Soleure, située dans le district de Dorneck.
Elle comporte un lieu de pèlerinage de forte importance pour les catholiques, l'abbaye de Notre-Dame-de-la-Pierre, appartenant à la congrégation bénédictine de Suisse.

Vue aérienne (1950)